# Les Llavanderes

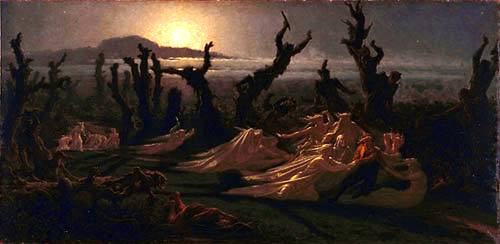
Les Llavanderes, «lavandeiras», «lavandières» o lavanderas de la mitología celta, en un óleo del pintor bretón Yan Dargent.

Les Llavanderes (las Lavanderas) son seres de la mitología asturiana relacionada con el agua, junto a las Xanas y el Nuberu.
Se describen como mujeres viejas de rostro arrugado y largos cabellos blancos que habitan en cuevas a lo largo del río y que lavan su ropa en las orillas, actividad que les da nombre. Según la tradición, emiten desagradables voces mientras lavan la ropa y la golpean con sus palas. La superstición asegura que de ser visto por una de ellas, te atraparán y ahogarán en el río, pues no desean ser molestadas. Sin embargo, si hay un incendio en una aldea cercana, agitan sus palas con sorprendente fuerza para que el agua del río inunde la zona y apague el fuego; este aspecto benéfico asegura que cuando amenaza tormenta acuden en socorro de niños y ancianos que se han perdido en el bosque, y luego desaparecen entre la espuma de los remolinos de agua.